# Christian Berge
Christian Berge (* 19. Juli 1973 in Trondheim, Norwegen) ist ein norwegischer Handballtrainer und ehemaliger Handballspieler.
Berge, der von 2014 bis 2022 die norwegische Männer-Handballnationalmannschaft trainierte, spielte selbst meist auf der Position Rückraum Mitte.

## Vereinskarriere
Er begann mit dem Handballspiel bei Charlottenlund Spkl, später spielte er bei Trondheim HK. 1995 debütierte Berge für Stavanger Håndball in der norwegischen Eliteserie; 1999 wechselte er zur SG Flensburg-Handewitt in die 1. Handball-Bundesliga. Mit den Fördestädtern gewann er 2001 den Europapokal der Pokalsieger, 2003 den DHB-Pokal, 2004 das Double aus deutscher Meisterschaft und DHB-Pokal und 2005 erneut den DHB-Pokal.
Ende Oktober 2004 wurde bei Berge eine bösartige Krebserkrankung der Halslymphknoten, ein sogenanntes Lymphom, diagnostiziert. Nach 20 Bestrahlungen gab er bereits im Januar 2005 sein Comeback; im März aber erfolgte der Rückschlag: In der Leistengegend wurde ein Tumorrezidiv entdeckt. Diesmal musste sich Berge einer Chemotherapie unterziehen; im Dezember 2005 kehrte er wieder auf das Parkett zurück.
Aufgrund der Nachwirkungen seiner Erkrankung erklärte Berge, dass die Bundesliga für ihn nun mehr zu anstrengend sei. Im Sommer 2006 ging er zu Århus GF nach Dänemark, wo er ein Jahr später seine Karriere beendete und dort anschließend als Co-Trainer tätig war.

## Auswahlmannschaften
Berge hat 63 Länderspiele für die norwegische Männer-Handballnationalmannschaft bestritten. Sein größter Erfolg mit der Nationalmannschaft war der 8. Platz bei der Handball-Europameisterschaft 2000.

## Trainer
2008 übernahm er das Traineramt beim norwegischen Erstligisten Elverum Håndball. In seiner ersten Spielzeit führte er Elverum in das norwegische Pokalfinale, scheiterte dort jedoch an IL Runar. 2012, 2013 und 2014 gewann Elverum unter seiner Leitung die Meisterschaft. Ab dem Sommer 2013 übernahm er zusätzlich das Co-Traineramt der norwegischen Junioren-Nationalmannschaft. Ab Februar 2014 war er als Nationaltrainer der norwegischen A-Nationalmannschaft tätig. Im November 2014 beendete er seine Tätigkeit bei Elverum Håndball. Für die Weltmeisterschaft 2015 konnte sich Norwegen noch nicht qualifizieren, bei der Europameisterschaft 2016 erreichte man das Halbfinale und wurde schließlich Vierter. Mit den Skandinaviern wurde er 2017 und 2019 jeweils Vize-Weltmeister. Bei der Europameisterschaft 2020 gewann man die Bronzemedaille. Bis zum 20. März 2022 betreute Berge die norwegische Auswahl in 151 Länderspielen. Seit März 2022 trainiert er den norwegischen Erstligisten Kolstad IL.

## Privates
Christian Berge ist verheiratet und hat einen Sohn.